# غودفري ماكهيو
غودفري ماكهيو (بالإنجليزية: Godfrey McHugh)‏ (و. 1911 – 1997 م) هو ضابط من الولايات المتحدة الأمريكية .

## التعليم
تعلم في جامعة باريس.

## الخدمة العسكرية
خدم في القوات الجوية الأمريكية.

## جوائز وترشيحات
حصل على جوائز منها:
- وسام "العمل الشجاع في الحرب الوطنية العظمى 1941-1945
- وسام الاستحقاق.